# 馬拉巴爾 (海軍演習)

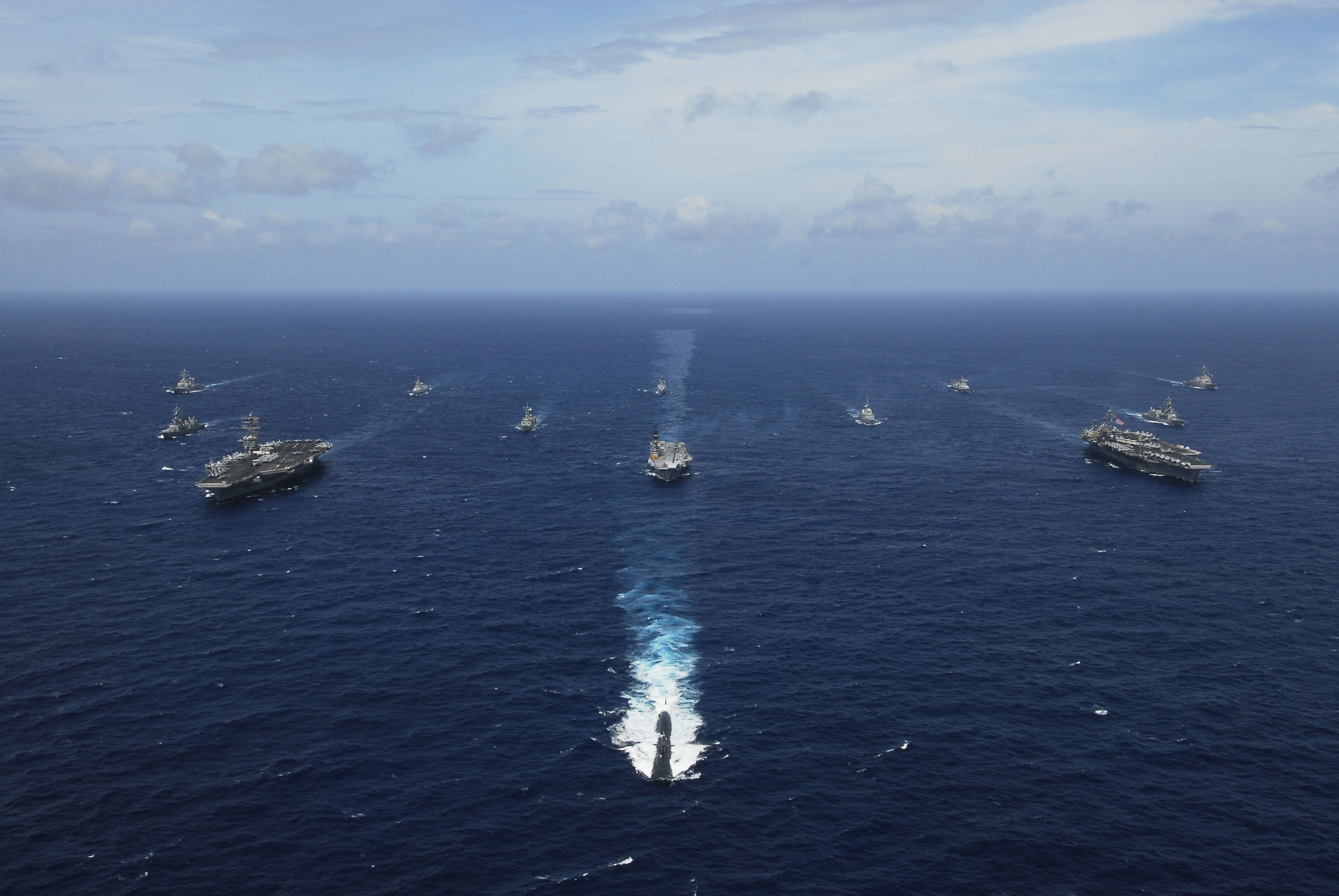
2007年9月5日在孟加拉湾进行的马拉巴尔军演。该年的军演是历届马拉巴尔军演中规模最大的一次，除了美国、印度，还邀请了澳大利亚、新加坡和日本参加。

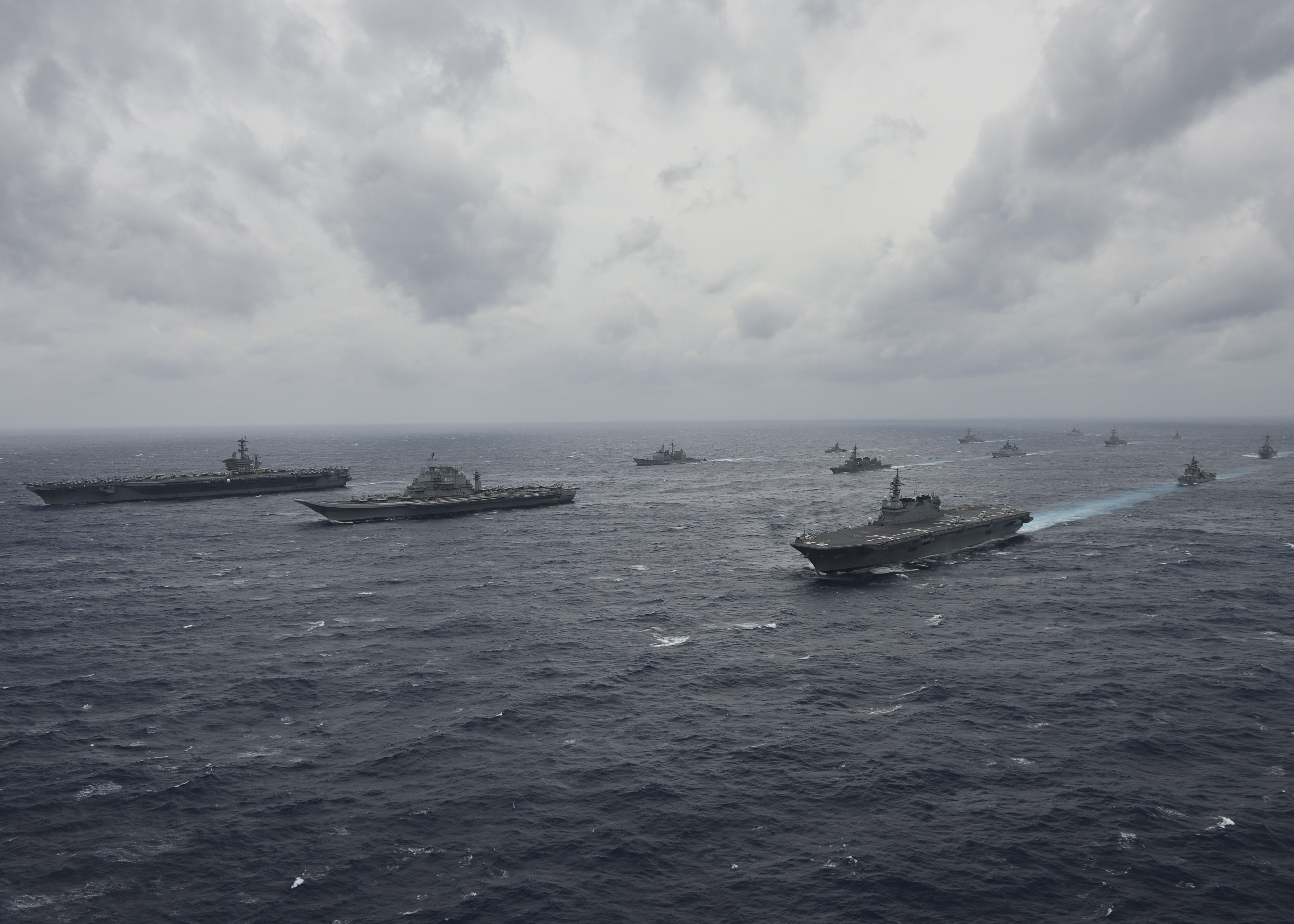
（背靠背）美国、印度和日本的船只

马拉巴尔（英語：Malabar）是一项美国、印度、日本海上联合军事演习。创始于1992年，每年举行一次。起初只有美国、印度两国参与，主要内容为海上救援、联合反恐等课目。后来，军演规模扩大，新加坡、澳大利亚、日本等国都曾受邀参加，演习内容也向联合作战转变。2015年起，日本成为马拉巴尔军演的正式成员，马拉巴尔成为美、印、日三国联合军演。日本加入之后，马拉巴尔军演在印度洋和西太平洋海域轮流进行。2020年，澳大利亞加入軍演。